# سنت آنتونی (ایندیانا)
سنت آنتونی (به انگلیسی: Saint Anthony) یک منطقهٔ مسکونی در ایالات متحده آمریکا است که در شهرستان دوبوا، ایندیانا واقع شده‌است. سنت آنتونی ۱۶۶٫۱۲ متر بالاتر از سطح دریا واقع شده‌است.